# 布罗姆湖镇
布罗姆湖镇（正式名称为Ville de Lac-Brome，英語：Town of Brome Lake）是加拿大魁北克省南部的一个镇。根据2011年加拿大人口普查，當地人口为5,609。旅游是布罗姆湖镇的主要产业，冬季可以滑雪，夏季人們可以前往湖泊參加活动，秋季還可以觀賞红叶。
该村于1802年由来自新英格蘭各州和纽约的联合帝国忠臣建立。1855年该村已成为魁北克省布鲁姆县的县城。1971年，布罗姆湖上的七个村庄，即邦德维尔、东山、福斯特、福尔福德、诺尔顿、铁山和西布罗姆，被合并为现在的城镇。